# Родерих
Ро́дерих (Родри́го, погиб в 711) — король вестготов, правивший в 709—711 годах. Об этом короле сохранилось больше легенд, чем достоверных известий. Бесспорно только то, что при нём произошло арабское завоевание Пиренейского полуострова.

## Биография

### Родословная Родериха
Родственные связи Родериха до конца неизвестны. Предполагается, что он был внуком Хиндасвинта. Об этом сообщает «Хроника Альфонсо III», говоря, что его отец Теодофред (Тиудефред) был сыном Хиндасвинта, якобы брошенным отцом в юном возрасте. Впоследствии король Эгика, опасаясь, что Теодофред поднимет против него восстание, изгнал того из королевства. Теодофред прибыл в Кордову, где взял себе жену из королевского рода по имени Рекилона (Рицилона), от брака с которой у него и родился сын Родерих. Сын Эгики, король Витица обманом захватил Теодефреда и лишил его зрения. Это — явно сказочная история, целью которой было узаконить власть последнего легитимного вестготского короля. В арабских же источниках прямо говорится, что он не был королевского рода. Правда, сам арабский автор ссылается на аналогичное заявление сыновей Витицы, так что можно полагать, что эти данные восходят к противникам Родериха. Однако едва ли даже ярые враги короля могли делать такие заявления, если бы было известно о происхождении Родериха от Хиндасвинта.
После смерти Витицы в 710 году аристократы возвели на престол Вестготского королевства Родериха, в обход сыновей Витицы. Вероятно, до 710 года Родерих был герцогом Бетики или Лузитании. После избрания Родериха резко обострилось внутриполитическое положение. Сыновья Витицы не признали его выбора, вместе с матерью они бежали из столицы и попытались организовать борьбу с новым королём на северо-востоке Испании. Вместе с ними туда отправилась и часть готской знати, в том числе их опекуны Реквизинд и Вайязинд. Их, по-видимому, поддержала и знать Септимании. Витица оставил своим сыновьям хорошее наследство: позже, когда эти сыновья заключили союз с арабами, те оставили в их владении три тысячи имений в виде компенсации за отказ от трона. Эти богатства вполне могли стать материальной основой сопротивления. Всё же войска сыновей Витицы и их сторонников были разгромлены армией Родериха. Полностью уничтожить своих соперников последний, однако, не смог. Вполне вероятно, что между королём и его соперниками был заключён какой-то договор. Семья Витицы всё-таки признала Родериха королём, но за это сохранила своё богатство и свои позиции в обществе.
Возможно, что именно в связи с этой гражданской войной Родериху пришлось отправиться на север для новой войны с васконами. Не исключено, что или васконы оказали поддержку сторонникам Витицы, или просто воспользовались обстоятельствами для новой вылазки за пределы своей территории. Королевская армия осадила Памплону. Однако эту компанию Родериху пришлось срочно прервать. В самый разгар военных действий он получил известие о вторжении в Испанию нового врага — арабов.

### Обстановка на юге Вестготского королевства
В начале VIII века при халифе Валиде I границы Арабского халифата вплотную приблизились к Королевству вестготов. Знаменитый полководец той поры вали (правитель) Африки Муса ибн Нусайр, усилив свою армию принявшими ислам берберами, в 707—709 годах завоевал остатки ещё сохранившей независимость Северной Африки и вышел к берегам Атлантического океана. Только Сеута оказала арабам ожесточённое сопротивление и надолго задержала их продвижение. Она принадлежала Византийской империи, владевшей прежде всем североафриканским побережьем; но император находился слишком далеко, чтобы оказать Сеуте действительную помощь, и поэтому правитель города Юлиан вступил в союзные отношения с вестготами. Юлиан послал свою дочь Ла Каву к толедскому двору, чтобы дать ей воспитание соответствующее её рождению; но она имела несчастье понравиться Родериху и тот её обесчестил. Горя гневом, Юлиан сдал арабам свой город, предварительно заключив выгодный для себя договор.
После этого Юлиан стал убеждать Мусу ибн Нусайра попытаться завоевать Испанию, обещая своё содействие. Последний, которого подстрекали к походу и испанские евреи, угнетаемые вестготами, отправил в Испанию, с согласия халифа Валида I, первоначально небольшой разведывательный отряд. Один из полководцев Мусы, Абу Зура Тариф, с четырьмястами воинов и сотней лошадей, летом 710 года переправился через Гибралтарский пролив на четырёх кораблях, предоставленных Юлианом, опустошил окрестности Алхесираса и вернулся в Африку с богатой добычей.

### Поход Тарика ибн Зияда
Счастливый исход первой экспедиции воспламенил в арабах желание овладеть Испанией. В следующем году Муса ибн Нусайр воспользовался тем, что Родерих вёл войну с баскским городом Памплоной на севере Испании, и в последние дни апреля 711 года послал в Испанию другого своего полководца Тарика ибн Зияда с отрядом в 7000 берберов (арабов в отряде было всего 300 человек). Они переправились через пролив на тех же четырёх кораблях, потому что у мусульман не было других. По мере того, как корабли перевозили людей и лошадей, Тарик собирал их у одной скалистой горы у берега, которая и теперь ещё носит его имя — Гибралтар (от арабского Джабаль аль-Тарик — «гора Тарика»). У подножия этой горы лежал город Картея, вскоре захваченный мусульманами. Тарик дошёл до озера Лаго-де-ла-Санда и готов был двинуться на Севилью, когда узнал, что навстречу ему идёт король Родерих во главе многочисленной армии (источники говорят, что он якобы собрал войско в 70 или даже в 100 тысяч человек). Тарик послал к Мусе просить подкрепления, и Муса, воспользовавшись судами, построенными после отплытия Тарика, послал ему ещё 5000 воинов. К нему присоединились ещё и 13 000 воинов правителя Сеуты Юлиана.

### Сражение при Гвадалете
Армии встретились на берегах реки Гуадалете, при Херес-де-ла-Фронтера (провинция Кадис), между 19 и 26 июля 711 года (по легенде, битва длилась восемь дней). В сущности, ничего достоверного, кроме легенд об этом сражении до нас не дошло. В начале битвы Оппа и Сисиберт, сыновья короля Витицы, которых Родерих отстранил от власти, побежали или перешли к Тарику. Король Родерих, увидев, что свои оставили его, в продолжение нескольких дней отступал, ограничиваясь небольшими стычками, пока, в конце концов, вестготы не потерпели окончательное поражение.
Пережил ли Родерих своё поражение или погиб во время бегства с поля сражения, переплывая реку Гуадалете — неизвестно. Согласно арабским хроникам, о Родерихе после этого сражения ничего больше не известно и его не нашли ни живого, ни мёртвого. Мусульмане отыскали только его белую лошадь с парчовым седлом, украшенным рубинами и изумрудами, которая завязла в трясине. Также и в христианской Испании считали, что король Родерих после битвы при Гвадалете пропал без следа и об этом как об истинном факте уже в 883 году писал анонимный автор «Пророческой хроники». Однако, согласно более поздним испанским преданиям, приверженцы короля отвезли его тело в Визеу (Северная Португалия) и похоронили там. В Визеу был найден простой камень, на котором была начертана следующая эпитафия: «Здесь покоится Родерих, король готов». «Хроника вестготских королей» сообщает, что Родерих правил 7 лет и 6 месяцев.

### Причины и последствия поражения
Причины этого поражения нельзя сводить, как было принято до сих пор, к измене сторонников Витицы в вестготской армии. В единственном достоверном источнике, Мосарабской хронике (754), ясно говорится, что в битве погибли также «соперники» Родериха, что вряд ли бы произошло, если бы они перешли на сторону арабов. Впрочем, скорее всего, противники Родериха косвенным образом внесли свой вклад в поражение, так как их враждебное отношение к королю ослабило военную мощь вестготов.
Есть версия, что битва на Гвадалете в реальности, скорее всего, имела место гораздо южнее, поближе к месту высадки, у самого Гибралтара, на берегах Гуадарранке (Guadarranque, Wad al-Rinq, Река Родериха?).
Со смертью Родериха организованное сопротивление вестготов было сломлено. Они отступили к Мериде, возле которой организовали последний отчаянный очаг сопротивления. После победы Тарик ибн Зияд должен был вернуться домой, но его терзали желания распространить свою религию на страну неверных. И к 714 году мавры установили контроль над большей частью полуострова.

## В литературе
- На Испанию родную (Пушкин)